# آلوارو فرناندس آرمرو
آلوارو فرناندس آرمرو (اسپانیایی: Álvaro Fernández Armero‎؛ زادهٔ ۶ مارس ۱۹۶۹) کارگردان فیلم، فیلم‌نامه‌نویس، تهیه‌کننده فیلم، بازیگر و کارگردان تلویزیونی اهل اسپانیا است.
از فیلم‌ها یا مجموعه‌های تلویزیونی که وی در آن‌ها نقش داشته‌است، می‌توان به هنر مردن و همه چیز دروغ است اشاره نمود.